# Engenulf de Laigle
Engenulf de Laigle (auch de l’Aigle; † 17. Oktober 1066 in der Schlacht von Hastings) war ein normannischer Adliger.

## Leben
Engenulf de Laigle ist aus drei Gründen bemerkenswert:
- Er ist der gesicherte Stammvater der Familie l’Aigle
- Er ist einer von 15 nachgewiesenen Begleiter Wilhelms des Eroberers (proven companions) bei der normannischen Eroberung Englands
- Er ist der einzige dieser Begleiter, der in der entscheidenden Schlacht von Hastings fiel.

Von Engenulf de Laigle und seiner Ehefrau Richereda sind vier Kinder bekannt:
- Roger de Laigle, † getötet wohl 1059/61
- Richer de Laigle, X 18. November 1085 bei der Belagerung von Sainte-Suzanne (Mayenne), bestattet im Kloster von Saint-Sulpice-sur-Risle; ⚭ Judith d’Avranches, Tochter von Richard Goz d’Avranches (Haus Conteville)
- Gilbert de Laigle, † getötet in Moulins-la-Marche wohl 1092, Herr der Burg Exmes
- Robert de Laigle

Engenulf und Richereda waren Wohltäter von kirchlichen Einrichtungen, darunter die Abtei Saint-Évroult und die Abtei in Saint-Sulpice-sur-Risle, letzteres eine Gründung der Familie. Darüber hinaus tritt er nur einmal in einer herzoglichen Urkunde auf, kurz vor dem Beginn der normannischen Eroberung Englands in Fécamp.
Engenulf und Richereda wurden im Kloster in Saint-Sulpice-sur-Risle bestattet.

## Verwandtschaft
Ordericus Vitalis berichtet, dass Engenulf und Richereda das Schlachtross ihres getöteten ältesten Sohnes Roger dem Kloster Ouche (also der Abtei Saint-Évroult) schenkten. Abt Robert de Grantmesnil (siehe Haus Grandmesnil), gab das Pferd an Arnaud d’Echauffour aus der Familie Giroie weiter, wobei Ordericus die beiden Männer, Roger und Arnaud, als consobrini (Geschwisterkinder, Vettern) bezeichnet. Arnaud d’Echauffour ist der Sohn von Guillaume und Hiltrude, Tochter von Fulbert de Beina, Roger der Sohn von Engenulf und Richereda, von denen zwei Geschwister sein müssen. Cawley sieht die Verwandtschaft über Richereda als Schwester Guillaumes oder Hiltrudes, Thompson über Engenulf als Bruder Hiltruds und damit als Sohn Fulberts.
Von Fulbert de Beina, ist lediglich bekannt, dass er in der Zeit des Herzogs Richard, also vor 1026, eine Burg baute; seine Herkunft, durch den Begriff „Beina“ repräsentiert, ist ungeklärt, da die Ortsbezeichnung „Beina“ bislang nicht zugeordnet werden konnte.

### Weblink
- Charles Cawley, Medieval Lands, Seigneurs de Laigle (L’Aigle) (online, abgerufen am 14. Juni 2019)